# Sabri Hamadé
Sabri Hamadé (1902-1976 ; صبري حماده) était un homme politique libanais, descendant de la famille Hamadé, maison chiite qui a joué un rôle important au Liban depuis l'époque ottomane.
Député chiite de Baalbeck-Hermel, il est élu à toutes les élections organisées entre 1927 et 1972 et occupe la présidence du Parlement à plusieurs reprises (1943-1946, 1947-1951, 1959-1964, 1964-1968, 1968-1970). En 1943, il joue un rôle décisif dans l’Indépendance du Liban.
Pendant la courte guerre civile de 1958, il prend parti contre le président Camille Chamoun.
Vice-Premier ministre de Riyad es-Solh entre 1946 et 1947, il occupe par la suite différents postes ministériels (l’Intérieur 1946-1947, les Travaux publics et les Transports 1972-1973 et l’Agriculture 1973-1974). Son fils, Majed Hamadé, et sa bru, Leila Solh Hamadé, sont, après lui, tous deux ministres au gouvernement libanais.